# Elemér Lónyay

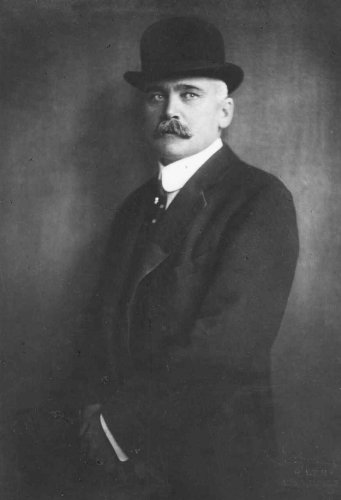
Vorst Elemér Lónyay

Prins (vóór 1896 baron, tot 1917 graaf) Elemér Ödön Lónyay de Nagy-Lónya et Vásáros-Namény (Bodrogolaszi, 24 augustus 1863 - Boedapest, 29 juli 1946) was een Hongaars edelman.

## Biografie
Hij werd geboren in het adelsgeslacht Lónyay als tweede zoon van Ödön Lonyay (1834-1885) en diens echtgenote Wilma Pázmándy (1839-1919) op het familiekasteel Bodrog-Olaszi. De familie voerde sinds 1627 de titel van baron. Elemér studeerde rechts- en staatswetenschappen in Boedapest. Na de dood van hun vader trad hij in diplomatieke dienst, terwijl zijn broer Gábor het beheer van de landgoederen overnam. In 1886 werd hij benoemd tot legatieraadslid en in 1889 tot koninklijk kamerheer. In 1895 begeleidde hij aartshertog Lodewijk Victor als lid van het keizerlijk gezantschap op de kroning van tsaar Nicolaas II in Sint-Petersburg. In 1896 werd hij samen met zijn broer Gábor in de gravenstand verheven.
Op 22 maart 1900 trouwde hij op Kasteel Miramare met aartshertogin Stefanie, een dochter van Leopold II van België. Zij was de weduwe van kroonprins Rudolf, en speelde na de dood van haar echtgenoot een ondergeschikte rol aan het Weense hof. Omwille van haar morganatisch huwelijk met Elemér Lónyay verloor ze haar titel van aartshertogin, werd ze uitgesloten uit de keizerlijke familie en zorgde ze ook voor een breuk met haar vader. 

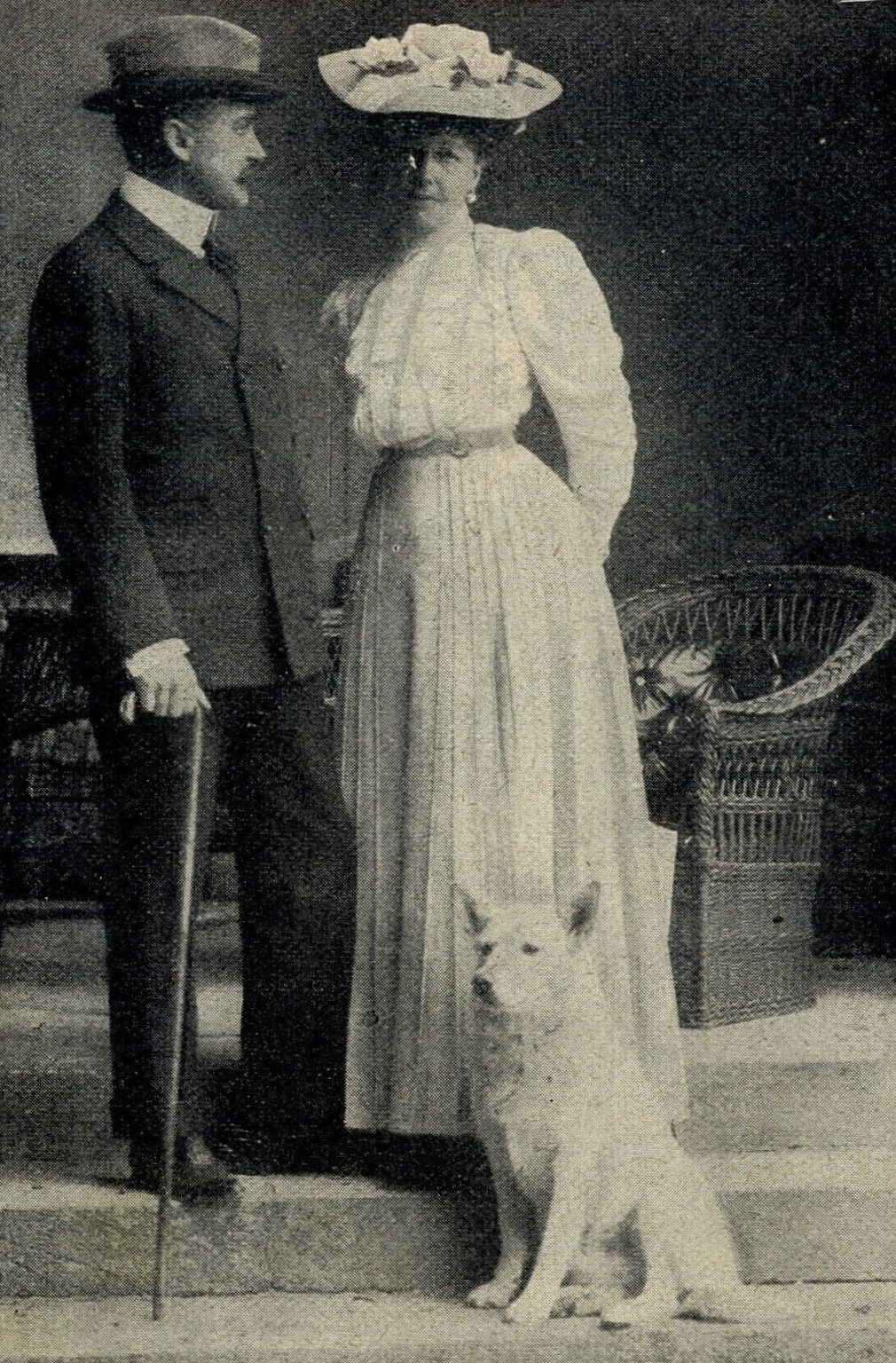
Elemér Lónyay met Stefanie van België

Hoewel hun huwelijk kinderloos bleef, werd het een zeer gelukkig huwelijk. In 1906 vestigde het paar zich in Kasteel Oroszvár (Duits: Karlburg, Slovaaks: Rusovce) bij Pozsony, waar de nieuwe troonopvolger aartshertog Frans Ferdinand vaak te gast was met zijn eveneens morganatische echtgenote. 's Zomers verbleven ze meestal op Bodrog-Olaszi.
In 1917 werd de familie Lónyay door keizer Karel I in de vorstenstand verheven. In 1945 moesten Elemér en Stefanie vluchten voor het Rode Leger. Ze vonden toevlucht in de Abdij van Pannonhalma, waar Stefanie dat jaar stierf. Elemér overleed bijna een jaar later in Boedapest.